# حاجی-مایلی
حاجی-مایلی (به لاتین: Gadzhi-Mayly) یک منطقه مسکونی در جمهوری آذربایجان است که در شهرستان نفت‌چاله واقع شده‌است.